# Église Santa Maria di Caravaggio
L'église Santa Maria di Caravaggio est une église baroque de Naples située piazza Dante. Elle a été fondée en 1627 grâce aux donations de Felice Pignella. Elle dépend de l'archidiocèse de Naples.

## Histoire

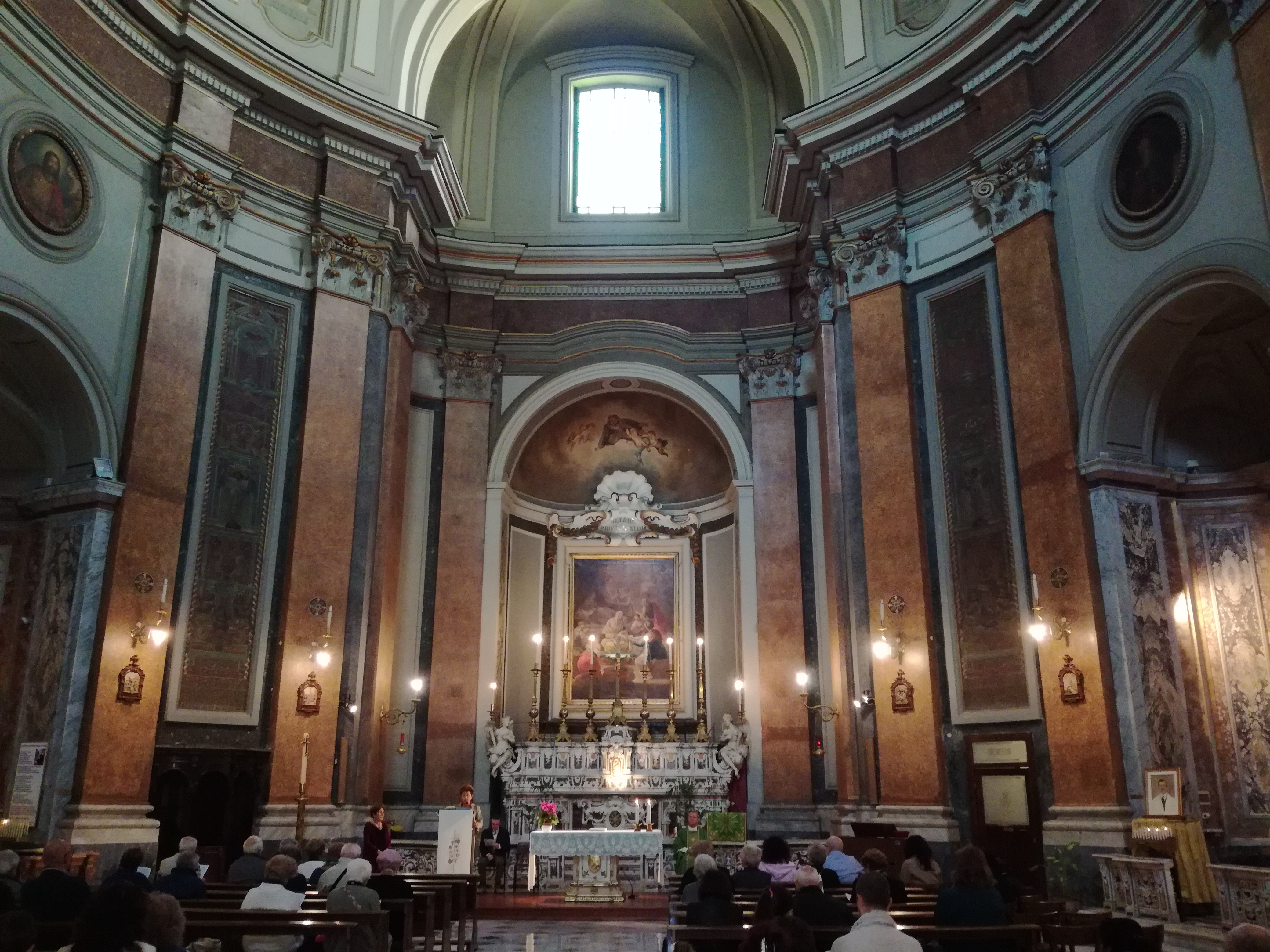
Vue de l'intérieur.

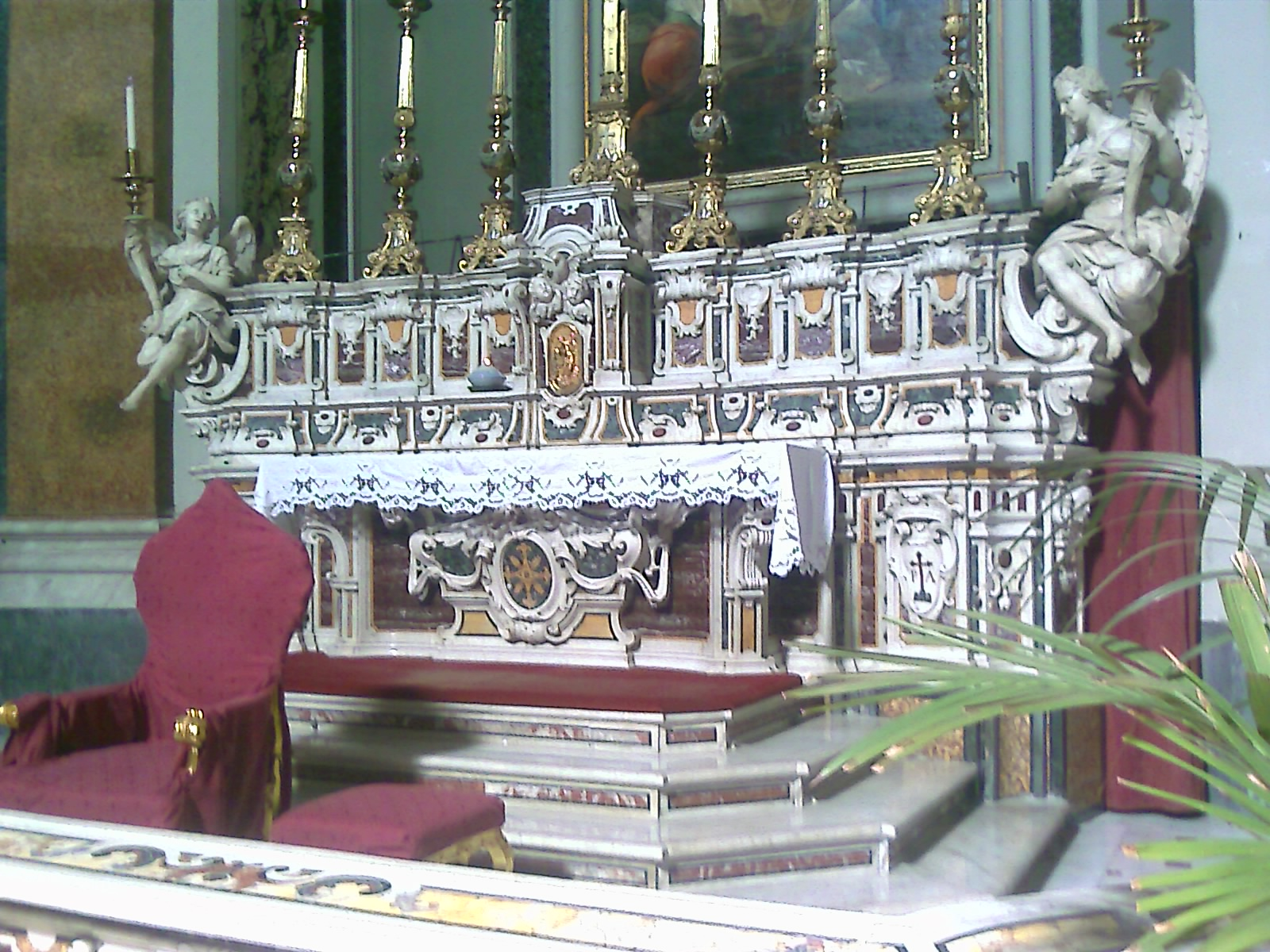
Vue du maître-autel.

L'église est d'abord consacrée à la Nativité de Marie, puis consacrée à Notre-Dame de Caravaggio, village de la province de Bergame où eut lieu une apparition de la Vierge en 1432. Elle est reconstruite par Giovan Battista Nauclerio à partir de 1724. Le dôme est restauré en 1846 par Michele Stellati. 
Son couvent est bientôt transformé en une école de l'ordre des frères des écoles pies, puis des  barnabites. Ils sont chassés par Joachim Murat en 1809, puis retrouvent leur propriété au retour des Bourbons. En 1873, l'établissement devient l'Institut Principe di Napoli pour garçons aveugles, dirigé par Domenico Mastucelli ; il est toujours tenu par les barnabites de même que l'église. 
Les messes des dimanches et fêtes sont célébrées à 9 heures, 10 heures 30 et midi.

## Description
L'église possède une nef unique selon un plan elliptique. Au-dessus du maître-autel de marbre polychrome se trouve un tableau de Gaetano Gigante représentant La Nativité de Marie (1806). On remarque dans les trois chapelles de droite un Saint Joseph de Francesco Solimena, une Madone de la Providence du XVIIIe siècle, et une Déposition de la Croix de Domenico Antonio Vaccaro. Les trois chapelles de gauche, quant à elles, conservent un portrait de Francesco Antonio Zaccaria de Luigi Scorrano》(1890), la tombe de l'« apôtre de Naples », saint François-Xavier Bianchi (1743-1815), et une statue de Notre-Dame des Douleurs, ainsi qu'un tableau de L'Apparition de la Vierge de Caravaggio.
La crypte abrite les restes de la famille de saint Joseph de Calasanz, fondateur des piaristes.

## Source de la traduction
- (it) Cet article est partiellement ou en totalité issu de l’article de Wikipédia en italien intitulé « Chiesa di Santa Maria di Caravaggio » (voir la liste des auteurs).